# Euploea stella
Euploea stella är en fjärilsart som beskrevs av Moore 1883. Euploea stella ingår i släktet Euploea och familjen praktfjärilar. Inga underarter finns listade i Catalogue of Life.